# Operatie Tembu
Operatie Tembu was een Japanse zelfmoordoperatie die werd uitgevoerd met twaalf kaitens. 

## Geschiedenis
Op 26 april 1945 werden de twaalf kaitens door twee moederonderzeeboten, de I-36 en de I-47, ingezet om de Amerikaanse bevoorradingslijnen van de vloot naar Okinawa aan te vallen. De Japanners trachtten op deze manier de bevoorrading naar de Amerikaanse troepen op Okinawa te beperken waardoor de geallieerde troepen aldaar in de problemen zouden komen. De Japanse onderzeeboten deden verwoede pogingen en schakelde diverse kaitens in, maar het resultaat bleef uit. 